# Sarangkot

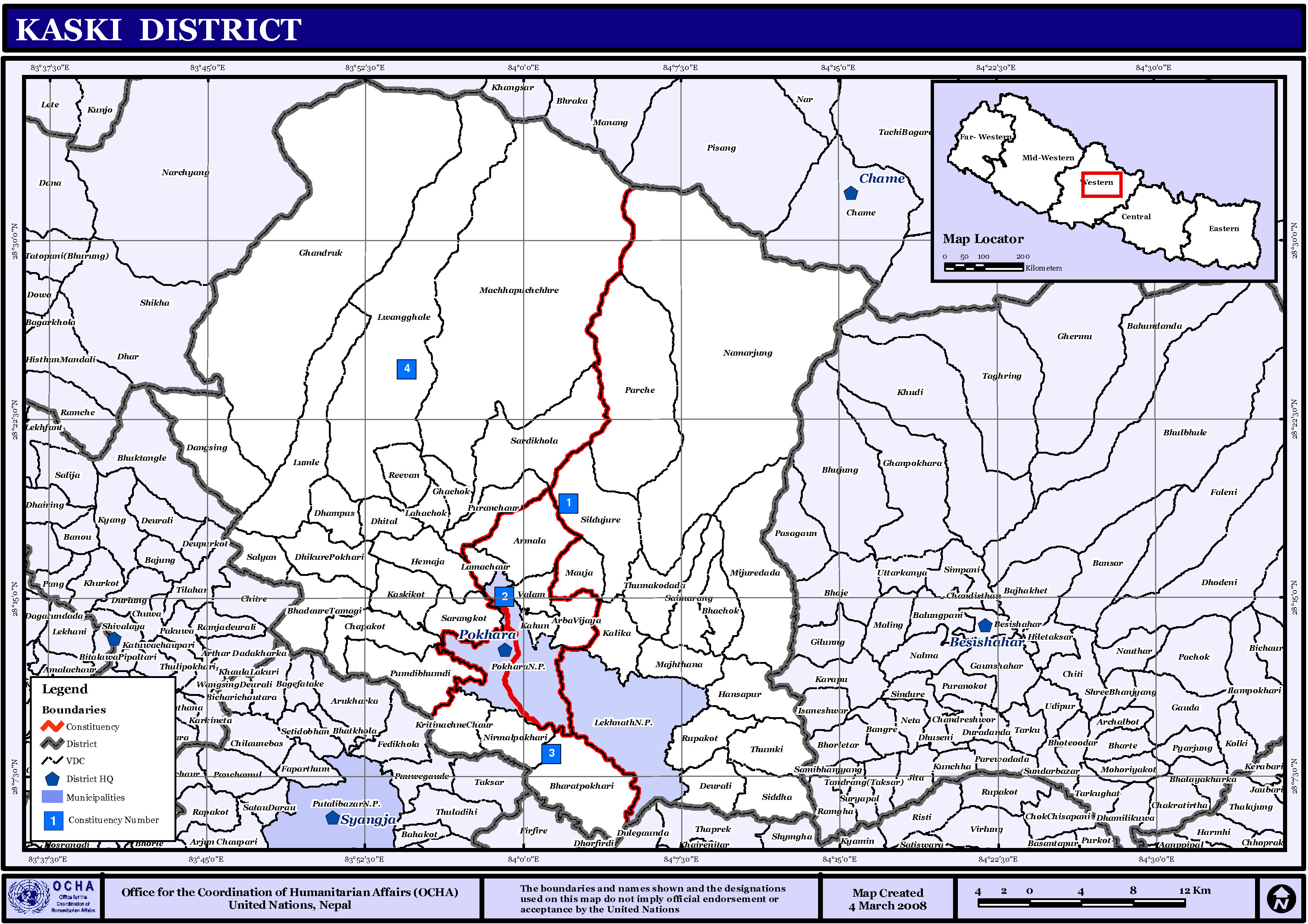
Lage des ehemaligen VDC Sarangkot

Sarangkot (Nepali सराङकोट) ist ein Dorf und ein ehemaliges Village Development Committee (VDC) im Distrikt Kaski der Verwaltungszone Gandaki in Zentral-Nepal.
Sarangkot wurde 2014 der angrenzenden Stadt Pokhara eingegliedert.
Der Ort Sarangkot liegt auf einem Vorberg des Annapurna Himal nördlich des Phewa-Sees und westlich der Stadt Pokhara. Sarangkot ist ein beliebtes Touristenziel, da es einen hervorragenden Blick auf die Berge, die Stadt Pokhara und den See bietet.

## Einwohner
Das VDC Sarangkot hatte bei der Volkszählung 2011 8354 Einwohner (davon 3899 männlich) in 2080 Haushalten.

## Dörfer und Weiler
Sarangkot besteht aus mehreren Dörfern und Weilern.
Die wichtigsten sind:
- Khapaudi (795 m ⊙)
- Methlang (1110 m ⊙)
- Sarangkot (1530 m ⊙)